# Вирилизация, индуцированная прогестогенами
Вирилизация индуцированная прогестогенами — маскулинизация наружных половых органов женского плода вызванная использованием матерью на определенных стадиях беременности андрогенов или высоких доз определенных слабо андрогенных синтетических прогестагенов (прогестинов), структурно связанных с тестостероном.
Если воздействие происходит с 8-й по 12-ю неделю беременности, то может произойти слияние лабиоскротальных и урогенитальных складок и увеличение клитора. Только увеличение клитора может произойти, если воздействие произошло после 12-й недели беременности. В некоторых случаях это может привести к развитию у ребёнка гениталий промежуточного типа.
Маскулинизация женских наружных половых органов обычно случается из-за аномалий ферментов, участвующих в биосинтезе стероидов надпочечников, что приводит к врожденной гиперплазии надпочечников (ВГКН). Маскулинизация у плода женских наружных половых органов из-за использования матерями андрогенных стероидов происходит гораздо реже.
Маскулинизация женских наружных половых органов у плода из-за использования матерью андрогенных стероидов, как правило, менее заметна, чем при ВГКН и, в отличие от ВГКН, не вызывает прогрессирующую вирилизацию.

## Дозировки
Степень маскулинизации внешних половых органов женского плода зависит от препарата и его дозы.

### Андрогены
Единственный половой стероид, используемый в настоящее время женщинами, который может вызывать вирилизацию женских плодов — это андроген даназол, производное этистерона (этинилтестостерон).
Маскулинизация наружных половых органов у женского плода происходит уже при введении даназола в размере 200 мг / день, тогда как обычная начальная доза, когда даназол используется для лечения тяжелого эндометриоза — 800 мг / день.

#### Прогестагены
Обычно производные прегнана (например, прогестерон, дидрогестерон, гидроксипрогестерон капроат, медроксипрогестерона ацетат, мегестрол ацетат) не вирилизуют даже в высоких дозах; Производные тестостерона (этистерон) и 19-нортестостерон (норэтистерон, ацетат норэтистерона и т. д.), как правило, вирилизируют, но есть исключения (например, норэтинодрел, аллилестренол).
Единственные прогестагены, которые в настоящее время используются во время беременности (например, для поддержки лютеиновой системы в протоколах ЭКО или для предотвращения преждевременных родов у беременных с историей, по крайней мере, одних спонтанных преждевременных родов): прогестерон, гидроксипрогестерон капроат, дидрогестерон и аллилестренол.
Дозы 19-нортестостеронов, необходимые для вирилизации, составляют от 10 до 20 мг / день, что значительно превышает дозы, связанные с непреднамеренным контрацептивным воздействием во время беременности. Таким образом, маскулинизация наружных половых органов у женских плодов из-за воздействия прогестина во время беременности в основном встречалась лишь в прошлом.

## История

### Андрогены
Первыми лекарственными средствами, которые, как сообщалось, вызывали маскулинизацию плода, были андрогены метандриол и метилтестостерон в середине 1950-х годов.
21 июня 1976 года FDA одобрило андроген даназол (Данокрин), производное этистерона, для лечения эндометриоза с предупреждением о том, что его применение при беременности противопоказано из-за риска маскулинизации наружных половых органов у плодов женского пола.
Первое сообщение о маскулинизации наружных половых органов плода у младенца женского пола, рожденного от матери, случайно получавшей даназол во время беременности, было опубликовано в 1981 году.
В период с 1975 по 1990 год Winthrop Laboratories, производитель Данокрина, получил со всего мира 129 сообщений о беременных женщинах, подвергшихся воздействию даназола, с 94 завершенными беременностями и рождением 57 младенцев женского пола, 23 (40 %) из которых были вирилизированы и имели клиторомегалию, слитые половые губы и образование мочеполовой пазухи, из-за чего части из этих детей в последующем потребовались операции по реконструкции половых органов. Вполне вероятно, что истинная частота встречаемости намного меньше 40 %, так как о многих случаях с нормальным исходом не сообщалось бы. Не было зарегистрировано никаких генитальных аномалий, при которых терапия даназолом была прекращена до 8-й недели беременности.
Предупреждения против использования даназола постепенно усиливались в 1980-х годах. В 1991 году FDA потребовало предупреждения типа «Boxed warning» о том, что применение даназола во время беременности противопоказано, поскольку воздействие даназола в утробе матери может привести к андрогенному воздействию на плод женского пола, вызывая маскулинизацию наружных половых органов. Предупреждение типа «Boxed warning» рекомендует провести тест на беременность непосредственно перед началом терапии даназолом и использовать негормональный метод контрацепции во время терапии.
С 2000 года были опубликованы сообщения о маскулинизации плода наружных половых органов у женщин в:
- 23 случая, связанных с даназолом (все от непреднамеренного использования в 1975—1990)
- 13 случаев, связанных с метандриолом (все из использования в 1950-х и 1960-х)
- 11 случаев, связанных с метилтестостероном (все из использования в 1950-х и 1960-х)

### Прогестагены

#### Прошлое использование для предотвращения выкидыша
В 1940-х годах некоторые исследования показали, что прогестерон может предотвращать угрозу аборта, но биодоступность прогестерона через приём таблеток низка, а инъекции прогестерона могут быть болезненными, поэтому оральные активные прогестины пробовали начинать с этистерона, а затем другие прогестины, поскольку они стали доступны:
- норетинодрел (эновид) и норэтистерон (норлутин) в 1957 году,
- ацетат медроксипрогестерона (провера) в 1959 году,
- ацетат норэтистерона (норлутат) в 1961 году и дидрогестерон (дюфастон) в 1962 году[13].

Первые сообщения о случаях маскулинизации наружных половых органов у новорожденных детей женского пола, рожденных от матерей, получавших во время беременности высокие дозы этистерона и высокие дозы норэтистерона (17α-этинил-19-нортестостерон) для предотвращения выкидышей, были опубликованы соответственно в 1957 и 1958 годах.
В статье JAMA, опубликованной в марте 1960 года, детский эндокринолог Лоусон Уилкинс сообщил о 34 случаях маскулинизации наружных половых органов у младенцев, родившихся с 1950 по 1959 год, у матерей, получавших высокие дозы (20-250 мг / день) этистерона для профилактики аборта и 35 случаев маскулинизации у плода наружных половых органов младенцев женского пола, родившихся с 1957 по 1959 год, матерям, получавшим высокие дозы (10-40 мг / день) норэтистерона для предотвращения выкидышей.
В 1961 году Ciba и Parke-Davis добавили информацию о связи этистерона и норэтистерона с маскулинизацией наружных гениталий женского плода в раздел мер предосторожности в своих объявлениях врачам.
В клиническом исследовании, опубликованном в октябре 1962 года в Американском журнале акушерства и гинекологии, сообщалось о маскулинизации наружных половых органов у 14 из 59 младенцев женского пола (24 %), родившихся у матерей, которые начали лечение норэтистероном в высоких дозах (10-40 мг / день) для профилактики выкидыш в первые 12 недель беременности (у 11 младенцев было небольшое увеличение клитора, у 1 было заметное увеличение клитора, у 2 младенцев отмечалось увеличение клитора и частичное слияние лабиоскротальных складок); Маскулинизация наружных половых органов у 1 из 23 новорожденных девочек, родившихся у матерей, которые начали лечение норэтистероном в высоких дозах (10-40 мг / день) для предотвращения выкидыша после 12-й недели беременности (1 ребенок с небольшим увеличением клитора родился у матери который начал лечение норэтистероном на неделе 13).
В 1964 году Parke-Davis пересмотрел информацию о назначении врачами норлинтина (норэтистерона) и норлутатата (ацетата норэтистерона), чтобы исключить их показания к применению при бесплодии и угрозах абортов, и добавил беременность в качестве противопоказания к их применению из-за возможности маскулинизации наружных гениталий женского плода.
В 1977 году FDA установило, что не было достаточных доказательств того, что прогестогены (включая прогестерон, дидрогестерон и 17α-гидроксипрогестерон капроат) были эффективными при лечении угроз прерывания беременности и отозвало одобрение на эти показания.
С 2000 года были опубликованы сообщения о маскулинизации плода наружных половых органов у женщин:
- 78 случаев, связанных с этистероном (все из использования в 1950-х и начале 1960-х годов для предотвращения выкидыша)
- 81 случай, связанный с норэтистероном (все из использования в конце 1950-х и начале 1960-х годов для предотвращения выкидыша)

#### Прошлые требования маркировки FDA
22 июля 1977 года FDA опубликовало уведомление с предупреждением о всех препаратах прогестагена (кроме противозачаточных средств), чтобы предупредить их использование в течение первых четырех месяцев беременности из-за сообщений о негенитальных врожденных дефектах.
12 января 1989 года, после определения того, что прогестагены не вызывают негенитальные врожденные дефекты, FDA опубликовало уведомление о пересмотре рекомендаций о всех препаратах прогестагена (кроме противозачаточных средств), чтобы предостеречь от их использования в течение первых четырех месяцев беременности, из-за прошлых сообщений о генитальных врожденных дефектах (повышенный риск гипоспадии у плодов мужского пола и легкая вирилизация наружных половых органов у плодов женского пола).
16 ноября 1999 года FDA опубликовало предупреждение, вступившее в силу 16 ноября 2000 года, которое отменило (после 22 лет) предупреждение для всех лекарств от прогестагена, поскольку оно не соответствовало самым последним данным о действии препарата.